# Serrat del Qüell
El serrat del Qüell és un serrat del terme municipal de Conca de Dalt, antigament del d'Hortoneda de la Conca, situat en terres de l'antic poble del Mas de Vilanova, o Vilanoveta.
És al nord-est del Mas de Vilanova, a la dreta del riu de Carreu i al nord del camí de Carreu, al nord del serrat del Vedat. És als peus de la serra de Pessonada a migdia del roc de la Feixa i de Rocalta.